# 福井市美術館
福井市美術館（ふくいしびじゅつかん）は、福井県福井市にある美術館。

## 概要
1997年（平成9年）に開館した美術館で、郷土ゆかりの彫刻家高田博厚の作品を収蔵・展示する。建物の設計は黒川紀章。

## 展示
- 3F
  - 講堂
- 2F
  - 企画展示室
  - 市民アトリエ2
  - 喫茶コーナー
- 1F
  - 常設展示室（高田博厚の彫刻作品など）
  - 市民アトリエ1
  - 子どもアトリエ
  - エントランスホール
- B1F

なお、2021年1月から常設展示室には福井駅西口にあった王朝喫茶寛山（2020年8月閉店）にあった巨大ステンドグラスとカノーヴァ作のビーナス像（高さ117cm、複製）が展示されている。

## 利用案内
- 開館時間：9:00-17:15
- 閉館日：月曜日（月曜日が祝日の場合は翌日）、祝日の翌日（日曜日を除く）

## 所在地
- 福井県福井市下馬3丁目1111

## 交通アクセス
- 京福バス 62系統 一乗谷・東郷線「下馬」バス停留所下車
- フレンドリーバス こども歴史文化館先回り「福井市美術館」バス停留所下車

## 周辺
- 福井県立図書館
- 下馬中央公園